# 竹中重門
竹中重門（1573年—1631年11月2日）是安土桃山時代至江戶時代前期的武將。父親是竹中重治。

## 生平
在天正元年（1573年）出生，家中嫡男。在父親重治死後仕於羽柴秀吉（豐臣秀吉），同族的竹中重利擔任後見人。在天正12年（1584年）的小牧長久手之戰、天正18年（1590年）的小田原征伐等戰事中從軍。在天正16年（1588年）敘任從五位下丹後守。在翌年（1589年）被賜予美濃國不破郡5千石。在文祿之役中屯駐在名護屋城，在慶長之役中以軍目付身份渡海前往朝鮮，戰後，因為戰功而加增河內國內1千石。

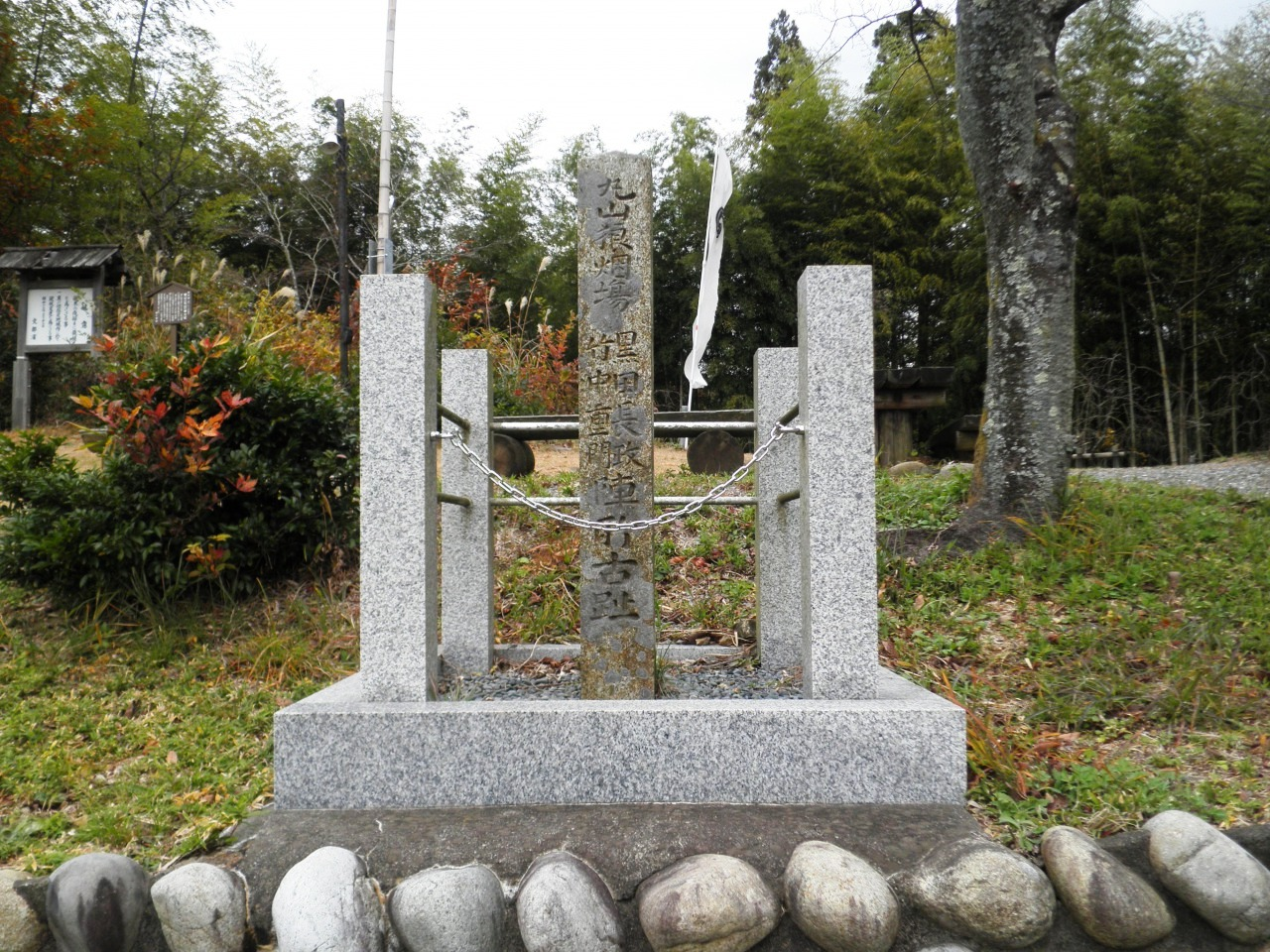
關原之戰的黑田長政・竹中重門陣跡（岐阜縣不破郡關原町）

在慶長5年（1600年）的關原之戰中最初屬於西軍並援助犬山城城主石川貞清，但是因為井伊直政的仲介而投向東軍，因此與其他東軍主要武將同样把自己的居城菩提山城提供給德川家康，在本戰中，與一同長大的黑田長政軍合力奮戰，更在戰後不久的9月19日於伊吹山山中捕獲西軍的武將小西行長等而立下大功，收到家康親自寫下的感謝狀。
而且因為關原是竹中氏的所領，被下賜對戰沒者的供養費1千石等，以幕府旗本（交替寄合席）的身份領有美濃岩出山6千石並代代繼承（後來出現分家而變成5千石），而雖然竹中氏是未滿1萬石的旗本，但是被允許以交代寄合的身份與大名同樣參與參勤交代。其中一個庶子因為與長政的親戚關係而成為福岡藩黑田家的重臣。
在戰後把居城移到竹中氏陣屋，参加二條城的普請和大坂之陣。在寬永8年（1631年）於江戶死去。享年59歲。墓所在東京都港區的泉岳寺。

## 人物
- 師事林羅山，文筆優秀。在寬永8年（1631年）著有豐臣秀吉的傳記『豐鑑』。
- 著有『時雨記』（しぐれ記）和『木曾記』兩本旅行記。